# Omar Bongo
El Hadj Omar Bongo Ondimba (kršćanskog imena Albert-Bernard Bongo) (Lewai (današnji Bongoville), Gabon, 30. prosinca 1935. - Barcelona, 8. lipnja 2009.) je bio gabonski državnik. 
Bio je predsjednik Gabona od 1967. godine do svoje smrti 2009. Godine 1973. prešao je na islam. Bio je drugi predsjednik Gabonske demokratske stranke, koju je preuzeo od Léona M’ba.

## Vanjske poveznice
|  | Zajednički poslužitelj ima još gradiva o temi Omar Bongo |